# Station Nice CP
Station Nice CP is een spoorwegstation in het centrum van de Franse stad Nice. Het station opende in december 1991 als het nieuwe eindpunt van de smalspoor-lijn Nice - Digne vanuit Digne-les-Bains. Het werd gebouwd als vervanging voor het oude Gare du Sud uit 1892, dat 185 meter verder naar het oosten ligt. De afkorting "CP" staat voor Chemins de fer de Provence, de vervoerder die het station beheert.
Van het station vertrekken iedere dag 4 treinen naar Digne, deze worden aangevuld door een aantal extra ritten tot station La Vésubie - Plan-du-Var.
Het station wordt niet direct bediend door de tram of bus, maar ligt wel op loopafstand van een tram- of bushalte. Hemelsbreed 500 meter zuidelijker ligt het SNCF station Nice-Ville. Om over te stappen tussen beide stations moet men 900 meter lopen, of de tram nemen.

## Foto's

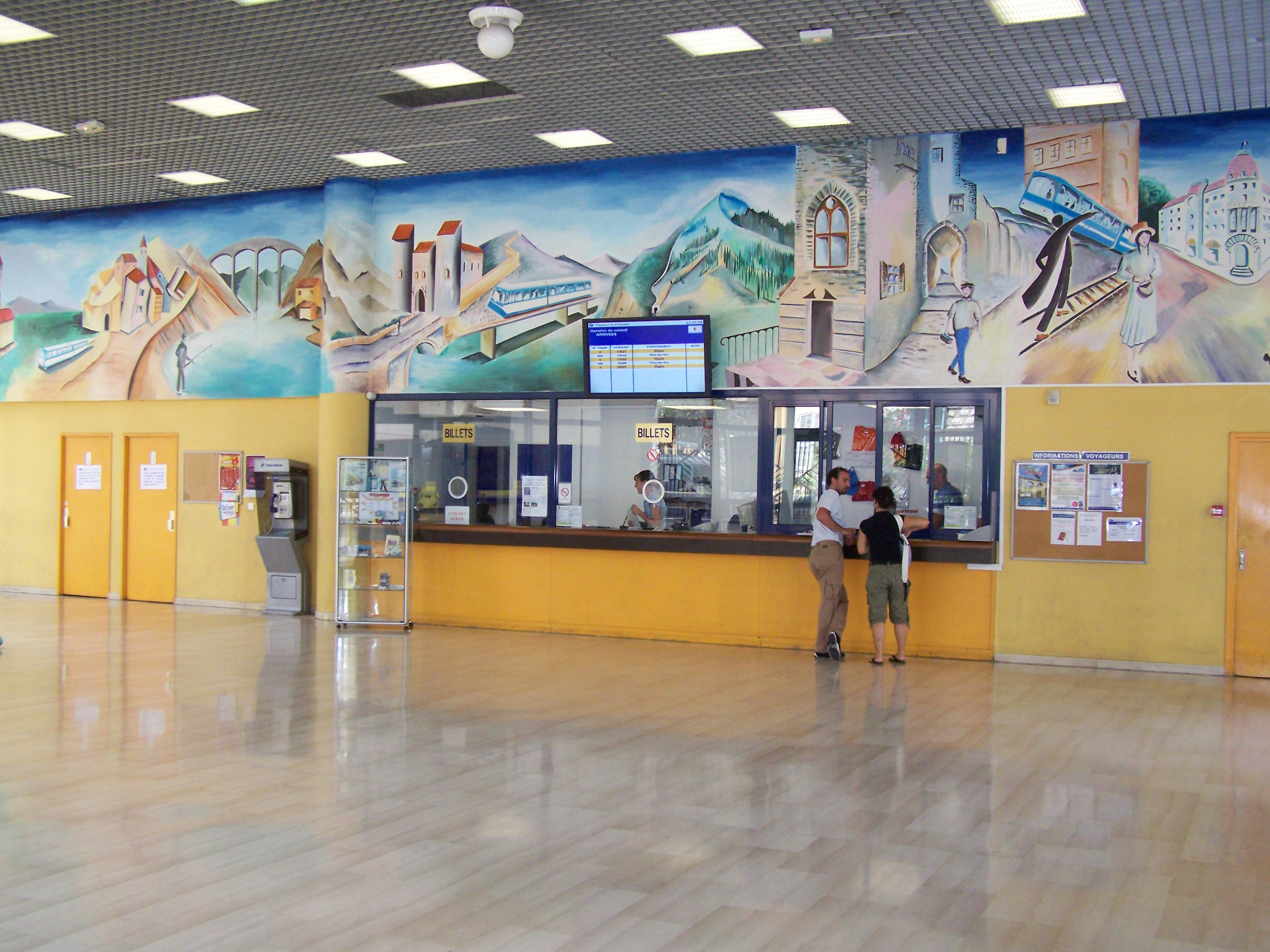
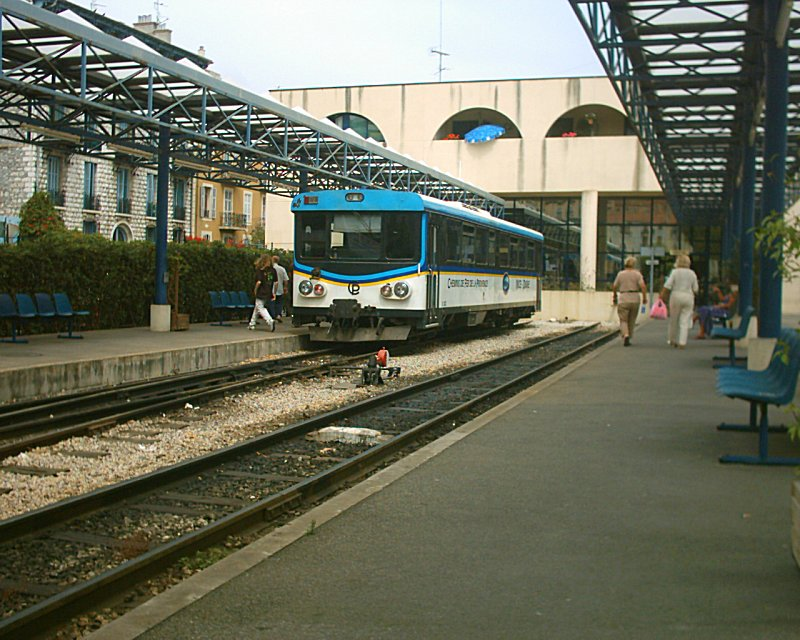
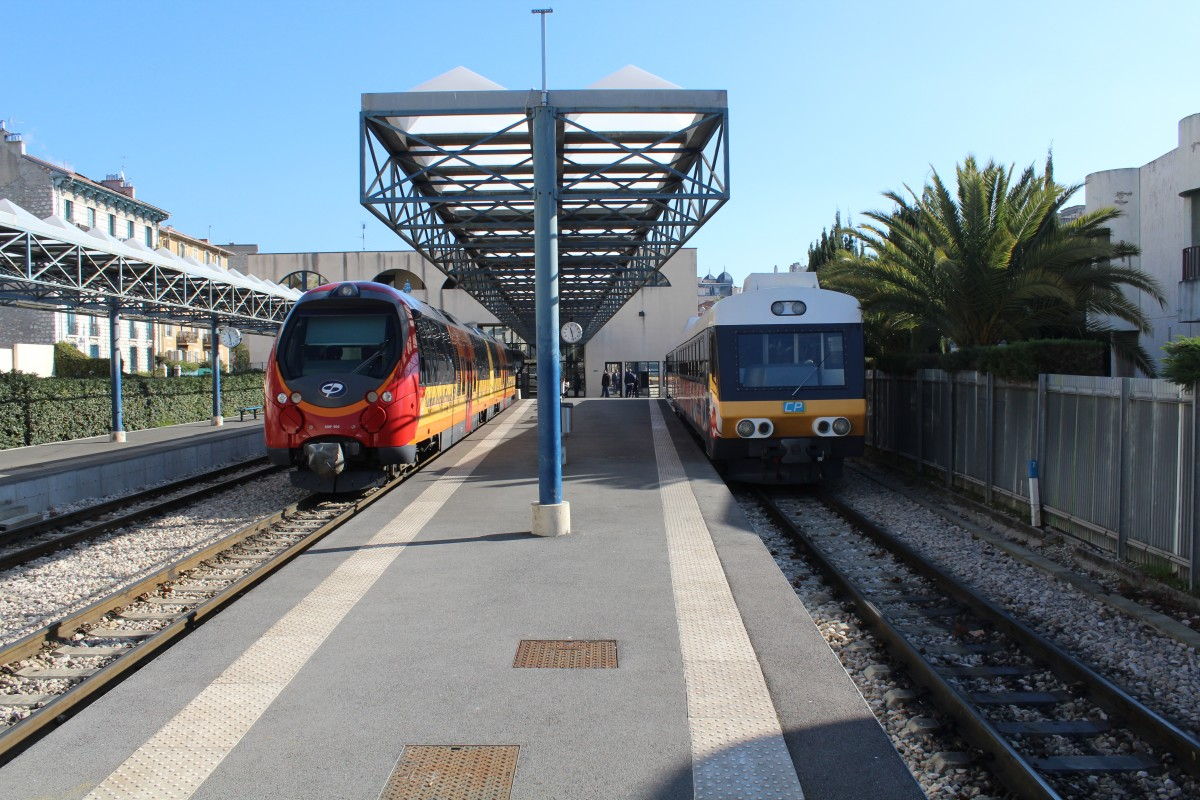
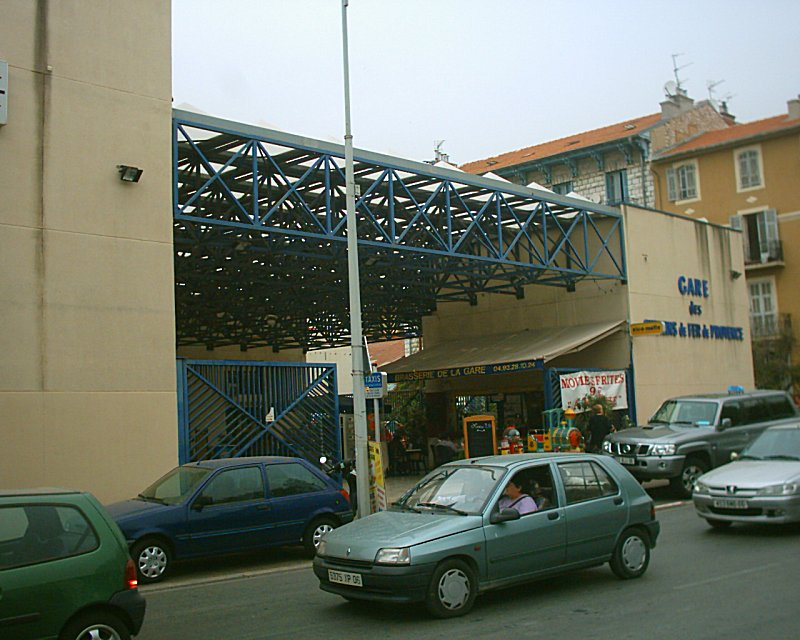
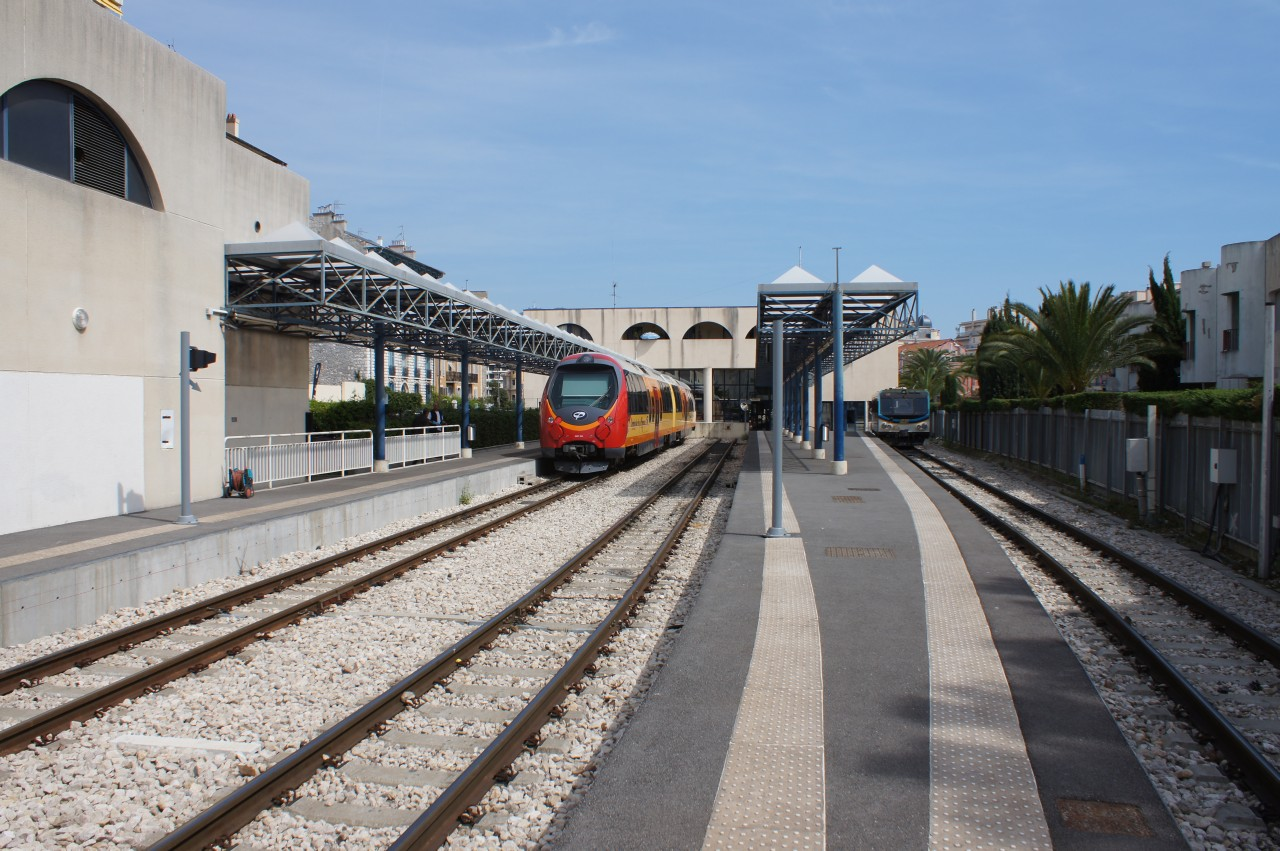
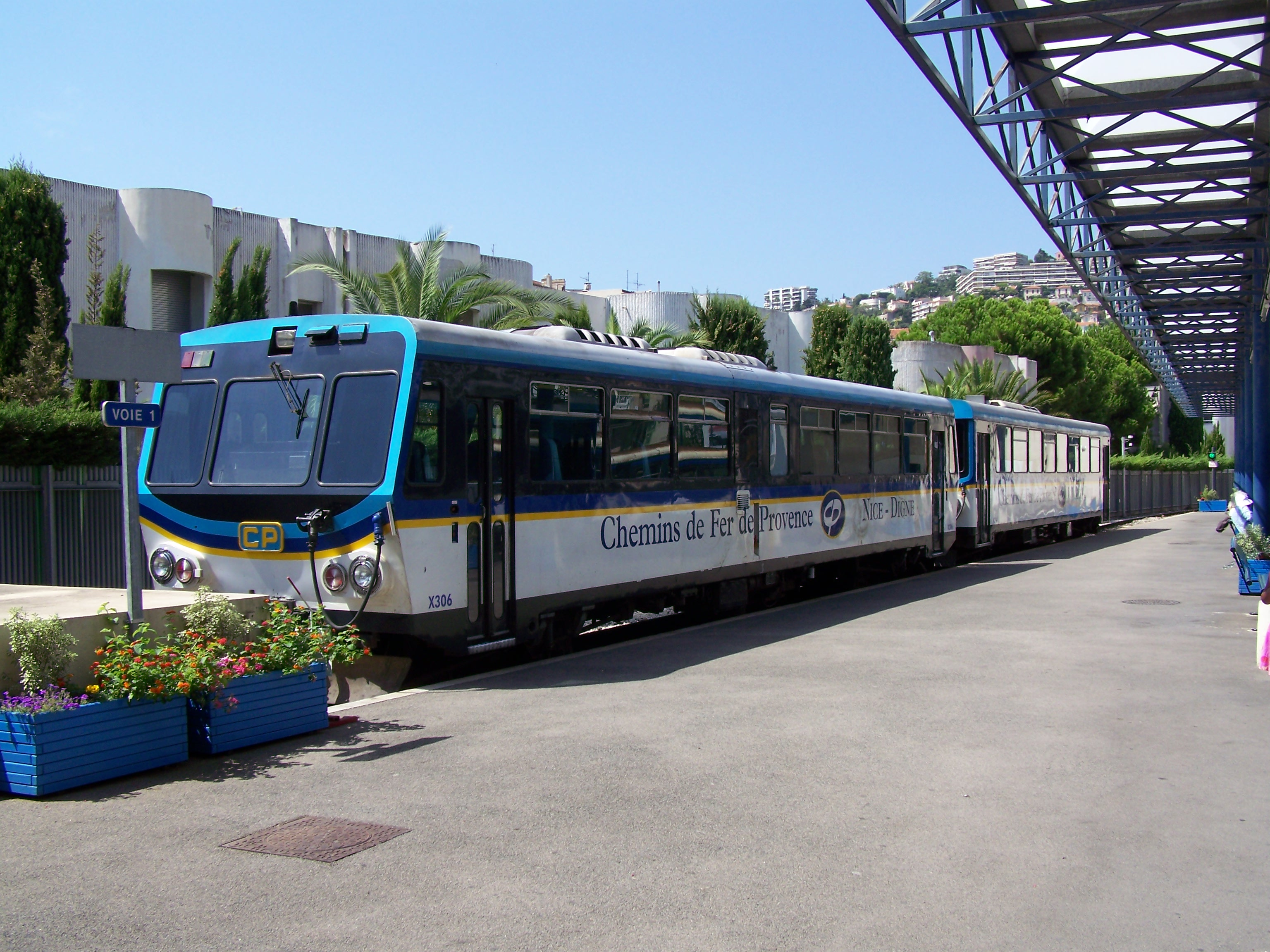
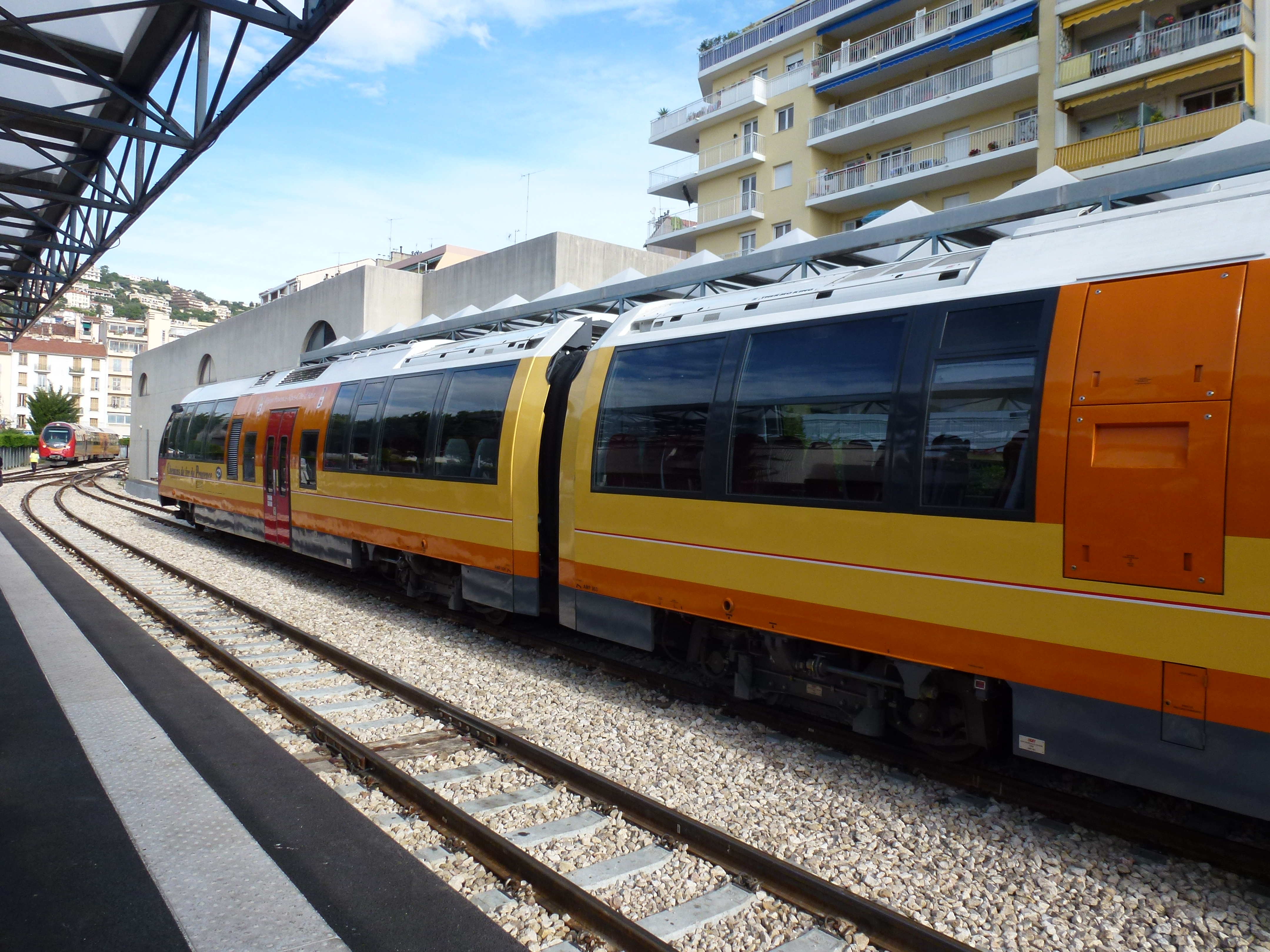
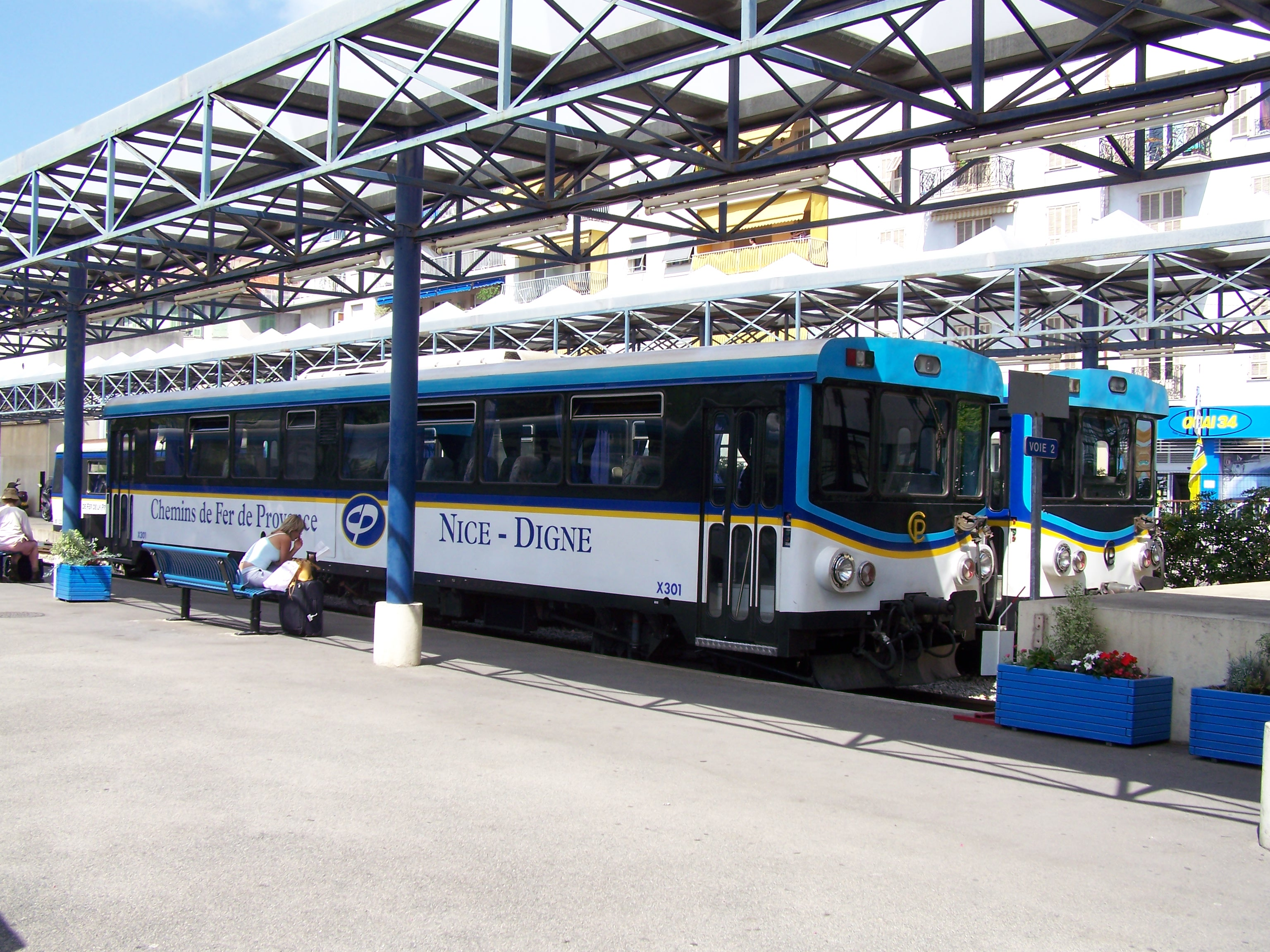